# 출마등록 (경마)
출마등록(出馬登錄)은 마명등록을 필한 경주마의 마주가 자기 소유의 경주마를 대상경주, 특별경주 및 일반경주 중 핸디캡중량 경주에 출주시키기 위하여 경마시행체가 요구하는 내용을 정해진 양식에 기재하여 신청하는 것을 말한다.
대상경주, 특별경주 및 일반경주 중 핸디캡중량 경주에 경주마를 출주시키고자 할 경우  출마투표에 앞서 출마등록을 해야 한다. 대상경주는 출주예정일 2주전부터 1∼2차로 나눠 등록을 하게 되며, 특별경주와 핸디캡중량 일반경주는 출주 예정일 1주전에 1차례 등록한다.
대상경주와 특별경주 출마등록시는 해당경주 착순상금의 0.2%를 출마등록료로 납부하여야 하는데 대상경주는 1차 등록시 등록료의 40%, 2차 등록시 등록료의 60%를 납부하고, 특별경주는 1차 등록시 전액납부하여야 한다.
대상경주의 출마등록시 1차에 등록하지 아니한 경우 2차 출마등록일에 추가로 등록할 수 있으나 추가 등록시에는 해당 경주 출마등록료 총액의 5배를 납부하여야 합니다. 단, 그랑프리경주는 경마팬 인기투표 대상마에 한해 허용한다.

## 출마등록 대상
- 대상경주, 특별경주, 일반경주 중 핸디캡중량 경주

## 출마등록 제한
- 경주마 미등록마 및 출주일 기준 만 24개월령 미만인 말
- 출마등록일 현재 특정경주에 출마등록한 상태에 있거나 출마투표 후 경주에 편성되어 출주 예정인 말
- 출주예정일 현재 출주정지 중인 말
- 출주경험이 없는 말 (미출주마)
- 해당 경주 출마투표일 기준 경주부적격마에 해당하는 말
- 최근 1년간 착순상금 미수득마 (주행조교 합격일로부터 최초 1년간은 외)
- 최근 2년간 폐출혈 3회 발생한 말
- 재결지정마 중 질병 등으로 경주마 부적합 판정된 말
- 모든 포입마는 국산마 대상경주 출마등록 불가

## 출마등록 특례
- 핸디캡중량 일반경주의 경우 직상위군 출마등록 가능 (예: 2군 마필이 1군경주 출주 가능)
- 대상경주, 특별경주는 상위조건 출주 제한에 관계없이 연령경주에 부합할 경우에 가능
- 혼합경주의 경주조건(군 및 연령)에 부합하는 국산마는 혼합경주 해당조건 경주에 출마등록 가능(예: 국산 2군→혼합 2군, 국산 3·4군→혼합 3군 경주 출주 가능)